# Polanica (rejon nadwórniański)
Polanica (ukr.  Поляниця, hist. Polanica Popowiczowska) – wieś na Ukrainie, w rejonie nadwórniańskim, w obwodzie iwanofrankowskim nad Prutcem Jabłonickim. Do 2008 r. wieś nosiła nazwę Palianica. 
W pobliżu wsi znajduje się ośrodek narciarski Bukowel.
W czasach II Rzeczypospolitej ulokowana była tu placówka Straży Celnej „Polanica” w gminie Jabłonica.
5 marca 2020 wyłączona z Jaremcza, stając się siedzibą hromady.